# Antoine Diot

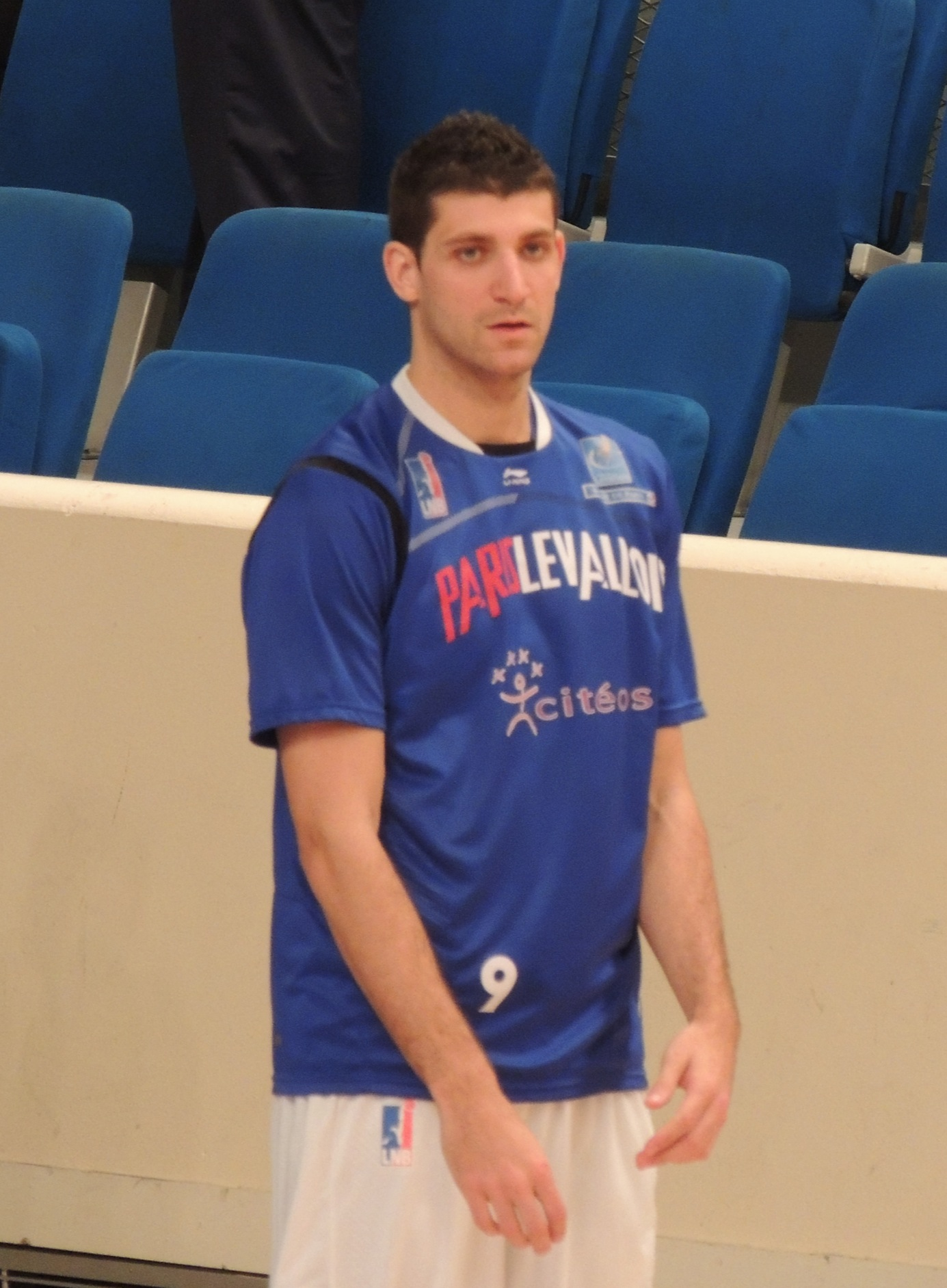
Diot im Jahr 2012

Antoine Camille Diot (* 17. Januar 1989 in Bourg-en-Bresse) ist ein französischer Basketballspieler.

## Laufbahn
Der 1,93 Meter große Aufbauspieler wurde bei seinem Heimatverein JL Bourg-en-Bresse, dann in der Leistungssportfördereinrichtung INSEP ausgebildet. 2004 wurde er mit der französischen U16-Auswahl Europameister. 2005 stand er mit Frankreich wieder im Endspiel der U16-Europameisterschaft, unterlag dort aber der Türkei. Diot war bei der U16-EM 2005 mit 21,9 Punkten je Begegnung drittbester Korbschütze des Turniers. 2007 wechselte er zum Erstligisten Le Mans Sarthe Basket. Dort wurde er Mannschaftskollege von Nicolas Batum, mit dem er 2006 U18-Europameister geworden war und im selben Jahr das Albert-Schweitzer-Turnier gewonnen hatte.
Er wurde mit Le Mans 2009 Pokalsieger sowie 2010 und 2010 französischer Vizemeister. Diot verließ Le Mans 2012 in Richtung Paris-Levallois und erreichte in der Saison 2012/13 mit 13,1 Punkten je Begegnung seinen bis dahin besten Mittelwert in der französischen Liga. Er gewann mit der Mannschaft den französischen Pokalwettbewerb. Auch bei SIG Straßburg (2013 bis 2015) war er Leistungsträger und wurde mit der Mannschaft 2014 und 2015 Vizemeister sowie 2015 Pokalsieger.
Diot zog es 2015 nach Spanien zu Valencia Basket. Er blieb dort bis 2019. Spanischer Meister wurde er mit der Mannschaft im Jahr 2017, Diot trug in der Meistersaison im Schnitt 8,1 Punkte je Begegnung bei und bereitete pro Partie 4,1 Korberfolge seiner Nebenmänner vor. 2017 erreichte er mit Valencia ebenfalls die Endspiele um den europäischen Vereinswettbewerb EuroCup, dort unterlag man aber Unicaja Malaga, Diot fehlte wegen einer Knöchelverletzung. Die Saison 2017/18 verpasste er wegen einer Knieverletzung. Im Spieljahr 2018/19 errang er mit Valencia den Sieg im EuroCup.
Im Juli 2019 unterschrieb er einen Vertrag bei ASVEL Lyon-Villeurbanne. 2021 und 2022 wurde er mit der Mannschaft französischer Meister. Im Sommer 2023 wechselte er zu Chorale Roanne Basket.
Mit Frankreichs A-Nationalmannschaft wurde Diot 2013 Europameister und 2014 Dritter der Weltmeisterschaft.